# 阿姆巴尔纳特
阿姆巴尔纳特（Ambarnath），是印度马哈拉施特拉邦塔納縣的一个城镇。总人口203795（2001年）。

## 人口
该地2001年总人口203795人，其中男性107378人，女性96417人；0—6岁人口26853人，其中男13946人，女12907人；识字率72.67%，其中男性为78.31%，女性为66.39%。